# Rapatea elongata
Rapatea elongata là một loài thực vật có hoa trong họ Rapateaceae. Loài này được G.Schulze miêu tả khoa học đầu tiên năm 1934.